# بودگاس گول

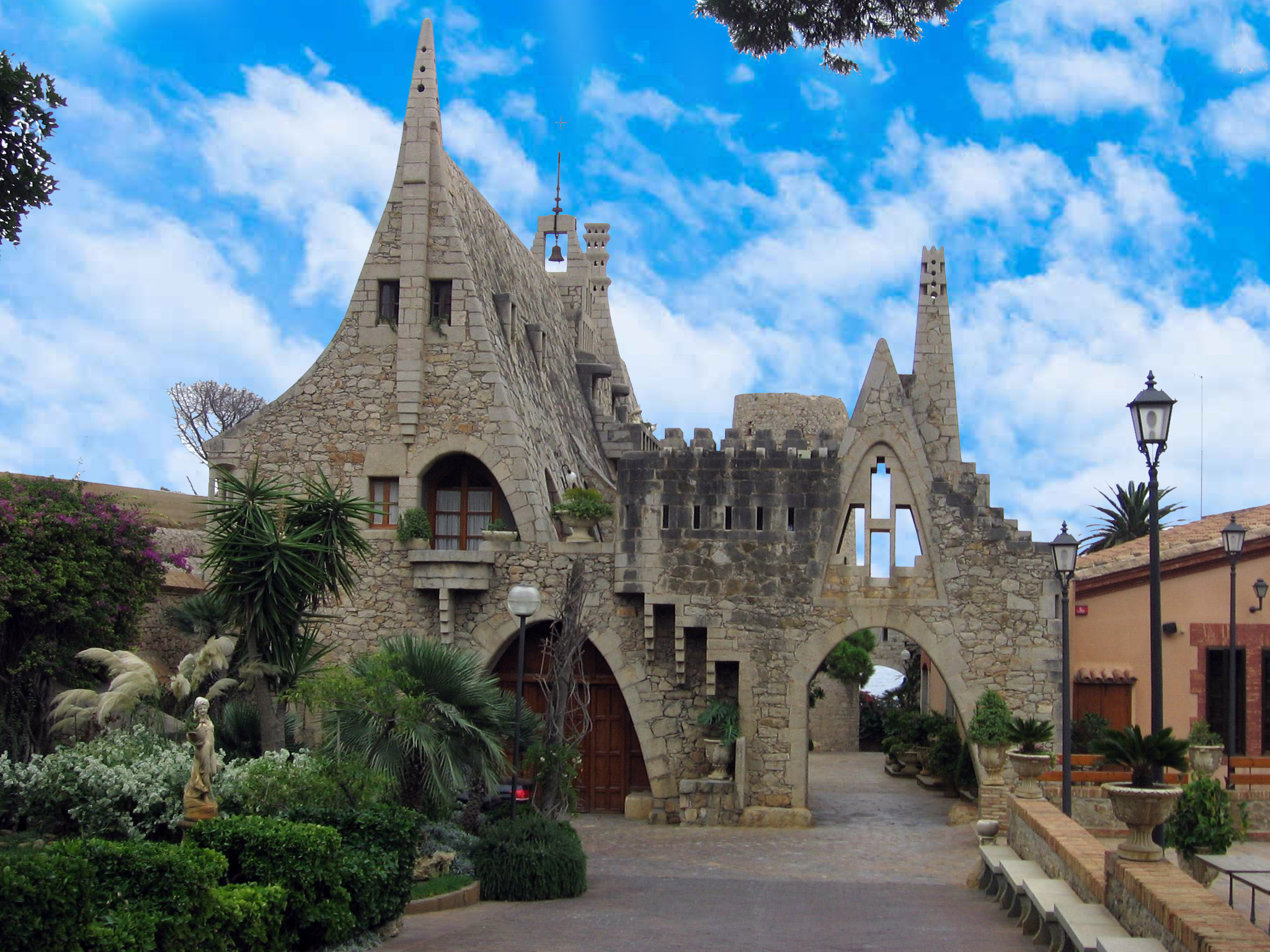
بودگاس گول

بودگاس گول، به زبان کاتالان‌ها Celler Güell، یک مجموعه معماری متشکل از یک کارخانه شراب‌سازی و ساختمان‌های وابسته است که در گاراف، در شهرداری سیتخس (بارسلون) واقع شده و توسط معمار کاتالان آنتونی گائودی طراحی شده‌است.

## تاریخچه و شرح
گائودی کمیسیون این کار را در سال ۱۸۸۲ از حامی خود اوزبی گول دریافت کرد که کار گائودی را در نمایشگاه پاریس در سال ۱۸۷۸ دیده بود.

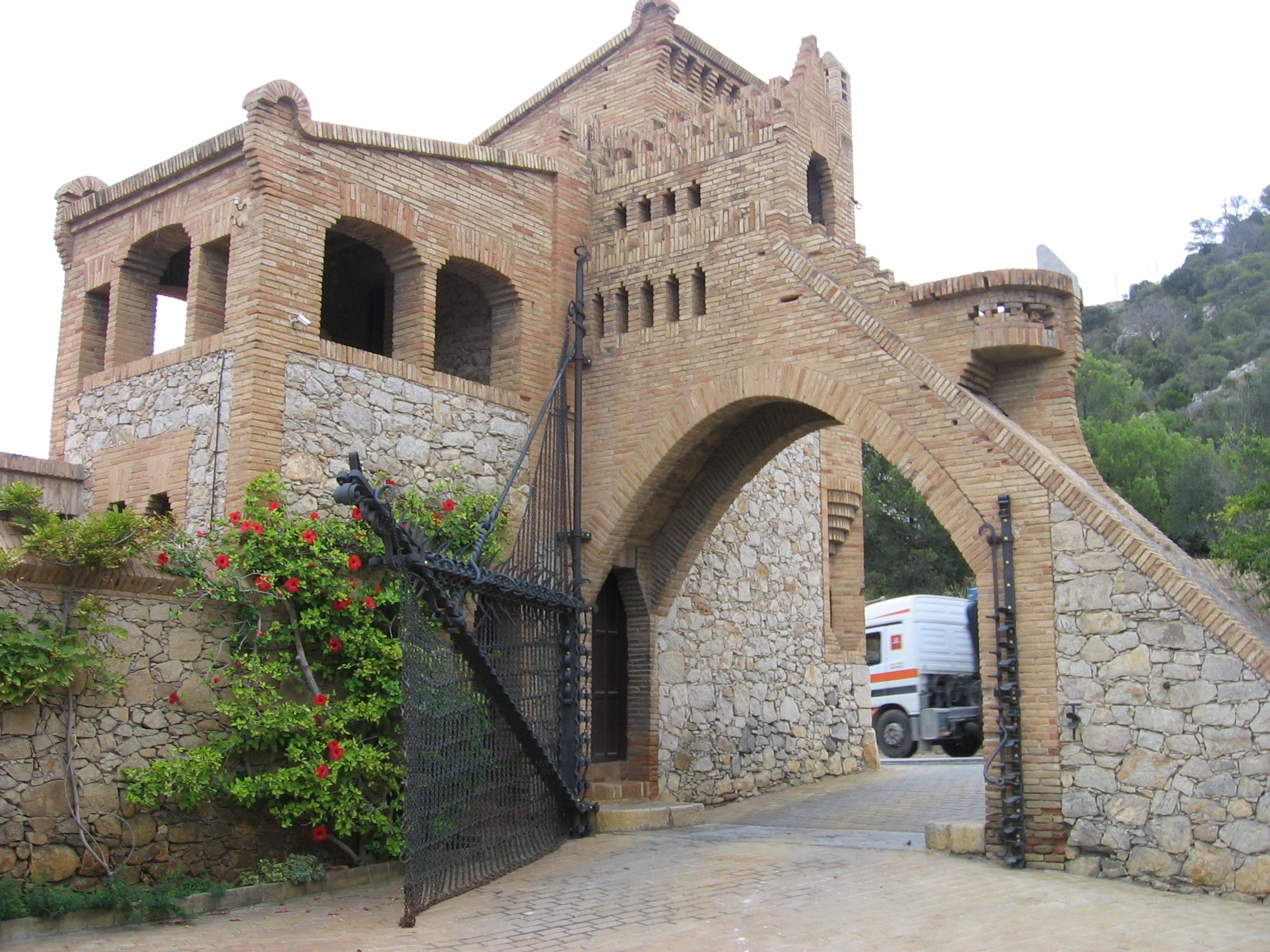
پابلون د پورتریا

کمیسیون اصلی متشکل از کارخانه شراب سازی و چندین غرفه شکار بود، اما دمنوش‌های ساختمانی هرگز ساخته نشدند. کل مجموعه در املاک La Cuadra در سیتخس، گراف واقع شده بود و ملک کنت گول بود. ساختمانهای کارخانه شراب سازی سرانجام بین سالهای ۱۸۹۵ و ۱۸۹۷ به راهنمایی Francesc Berenguer یاور گائودی ساخته شد.
شراب سازی دارای نمای نمای مثلثی، با سقف‌های تقریباً عمودی، دال‌های سنگی شیب دار، با مجموعه ای از دودکش‌ها و دو درب که آن را به ساختمان قدیمی متصل می‌کند. سه طبقه وجود دارد: طبقه همکف برای پارک وسایل نقلیه، یک آپارتمان در طبقه اول و یک نمازخانه گنبدی در طبقه آخر.
در حال حاضر یک رستوران در بودگاس گول وجود دارد.